# Contea di Westmeath
Il Westmeath (wɛstˈmiːð - Contae na hIarmhí o semplicemente An Iarmhí in gaelico irlandese) è una delle 32 contee dell'Irlanda tradizionali oltre che una delle 28 amministrative della Repubblica d'Irlanda. È situata nella provincia del Leinster e nella regione delle Midlands. Originariamente costituiva l'antico Regno di Meath (o Mide) (Midhe in gaelico). Il Westmeath County Council è l'autorità deputata all'amministrazione della contea. 
La popolazione, secondo le rilevazioni del censimento del 2011, è di 86 164 abitanti. La county town è Mullingar.

## Toponomastica
Sostanzialmente, la toponomastica del Westmeath è la stessa della vicina contea di Meath (le cui origini del nome risalgono all'antico regno di Meath o Mide) con ovviamente l'aggiunta del prefisso West- in quanto costituisce la porzione occidentale dell'antico regno.

## Storia
A seguito dell'invasione normanna d'Irlanda, il territorio dell'antico Regno di Mide fu trasformato nell'omonima Signoria e affidato da Enrico II d'Inghilterra, quale signore d'Irlanda, a Hugh de Lacy nel 1172. A causa della mancanza di eredi maschi, la signoria fu in seguito divisa tra le bisnipoti dello stesso. La parte occidentale andò a Margery e suo marito, John de Verdun, mentre quella orientale intorno alle aree di Trim, a Maud de Lacy.
La contea attuale di Westmeath fu creata ufficialmente con The Counties of Meath and Westmeath Act del 1543.

## Geografia fisica
Westmeath è la ventesima contea tra quelle tradizionali per estensione e la ventiduesima per popolazione. È invece la sesta tra le 12 contee del Leinster per estensione ed ottava per abitanti. Non ha sbocchi sul mare.
Il territorio della contea è per gran parte contraddistinto da zone collinari, adibite spesso a pascolo. La più nota delle colline è l'Uisneach nella baronia di Moycashel, indicata convenzionalmente per semplificazione come il centro d'Irlanda, sebbene geograficamente questo sia in realtà posto nella vicina contea di Roscommon.
Il Westmeath è caratterizzato dalla presenza di un discreto numero di laghi e specchi d'acqua, alcuni ben noti come i laghi di Mullingar: il Lough Ennell, il Lough Derravaragh, il Lough Owel ed il Lough Lene, formati quasi tutti dai fiumi Brosna e Inny. Il fiume Shannon (ed il Lough Ree dallo stesso formato) segnano per un breve tratto il confine con le contee ad ovest nei pressi di Athlone. La contea è tagliata da ovest verso dal Royal Canal.

## Insediamenti

### Cittadine
- Mullingar, county town
- Athlone (condivisa con la contea di Roscommon)

### Villaggi
- Ballinahown
- Ballinalack
- Ballykeeran
- Ballymore
- Ballynacargy
- Castlepollard
- Castletown-Geoghegan
- Clonmellon
- Collinstown
- Coole
- Crookedwood
- Delvin
- Drumcree
- Drumraney
- Finnea
- Fore
- Glassan
- Horseleap
- Kilbeggan
- Killucan and Rathwire
- Kinnegad
- Milltownpass
- Moate
- Mount Temple

- Moyvoughly
- Multyfarnham
- Raharney
- Rathconrath
- Rathowen
- Rochfortbridge
- Rosemount
- Streamstown
- Tang
- Tubberclare
- Tyrrellspass
- Killucan